# Northen (Basse-Saxe)
Pour les articles homonymes, voir Northen (homonymie).
Northen est un village et un ortsteil de la ville allemande de Gehrden en Basse-Saxe.

## Géographie
Northen est situé au sud-ouest de Hannover, environ 4 km nord de la ville de Gehrden sur la route K 230 entre Sorsum et Seelze. La route K248 venant de Kirchwehren rejoint la dernière au sud du village.

## Lieux et monuments

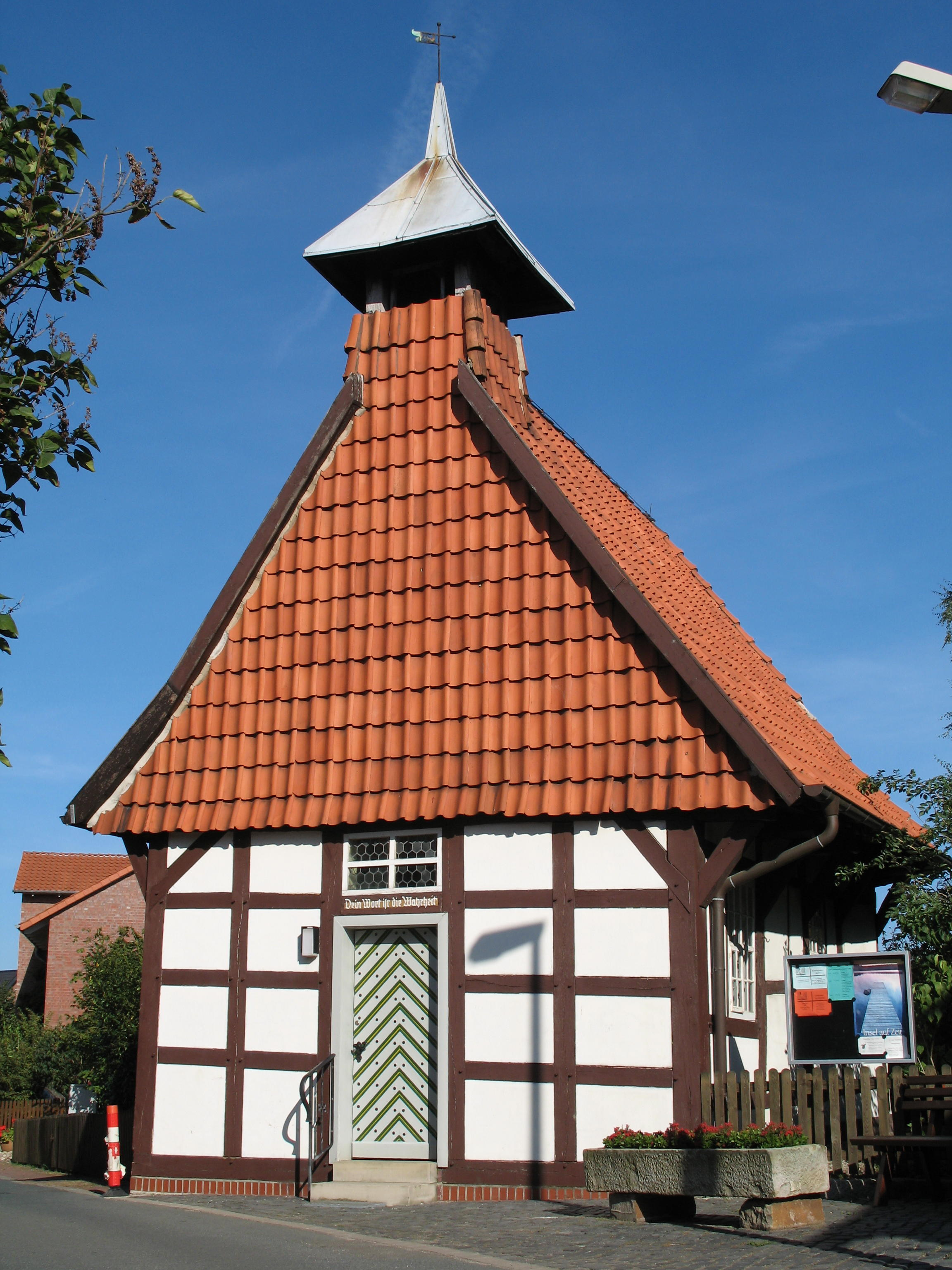
Chapelle St. Michel

Les monuments principaux de Northen sont la chapelle St. Michel de 1615, plusieurs maisons à colombage et en briques, un monument aux victimes des guerres mondiales, et une pierre dressé avec des croix sculptées sur ses côtés connu comme Schwedenstein («pierre des Suédois»).